# Ubon Ratchathani
Ubon Ratchathani (in Thai อุบลราชธานี, meist nur „Ubon“ genannt, etwa Königliche Stadt der Lotosblüte) ist die Hauptstadt des Landkreises (Amphoe) Mueang Ubon Ratchathani und der Provinz Ubon Ratchathani. Die Provinz Ubon Ratchathani liegt in der Nordostregion von Thailand, dem Isan.

## Geographie
Ubon liegt im Dreiländereck Thailand, Laos und Kambodscha, etwa 480 Kilometer nordöstlich der Hauptstadt Bangkok. Im Herzen der Stadt fließt der Maenam Mae Nam Mun (Mun-Fluss), der größte Fluss des Isan und wichtigste Wasser-Ressource der Stadt.

## Geschichte
Die Gegend um Ubon wurde lange Zeit von den Khmer beherrscht, ehe das Königreich Ayutthaya unter Ramathibodi I. die Khmer für lange Zeit besiegen konnte. Nach der Zerstörung von Ayutthaya durch die Birmanen im Jahre 1767 wanderten andere Stämme auch nach Ubon ein, z. B. die Kha und die Suai. König Phra Phutthayotfa Chulalok (Rama I.) regte zwanzig Jahre später die lokalen Führer dazu an, die Streusiedlungen zu einer Stadt zusammenzufassen, die sich besser verteidigen ließ. Wem dies gelang, dem winkte ein Adelstitel. 1786 konnte Thao Khamphong erste Erfolge melden, als er in der Ebene Ban Chaeramae am Maenam Mun eine größere Siedlung errichtete. Sie wurde als Ubon Ratchathani Hauptstadt der neu errichteten Provinz, erst später allerdings an die heutige Stelle verlegt. Zwischenzeitlich wurde die Provinz unter König Chulalongkorn (Rama V.) mit Nakhon Ratchasima (Korat) zusammengelegt, seit 1933 aber wieder als eigenständige Verwaltungseinheit etabliert.
Siehe auch: Geschichte Thailands.

## Wirtschaft

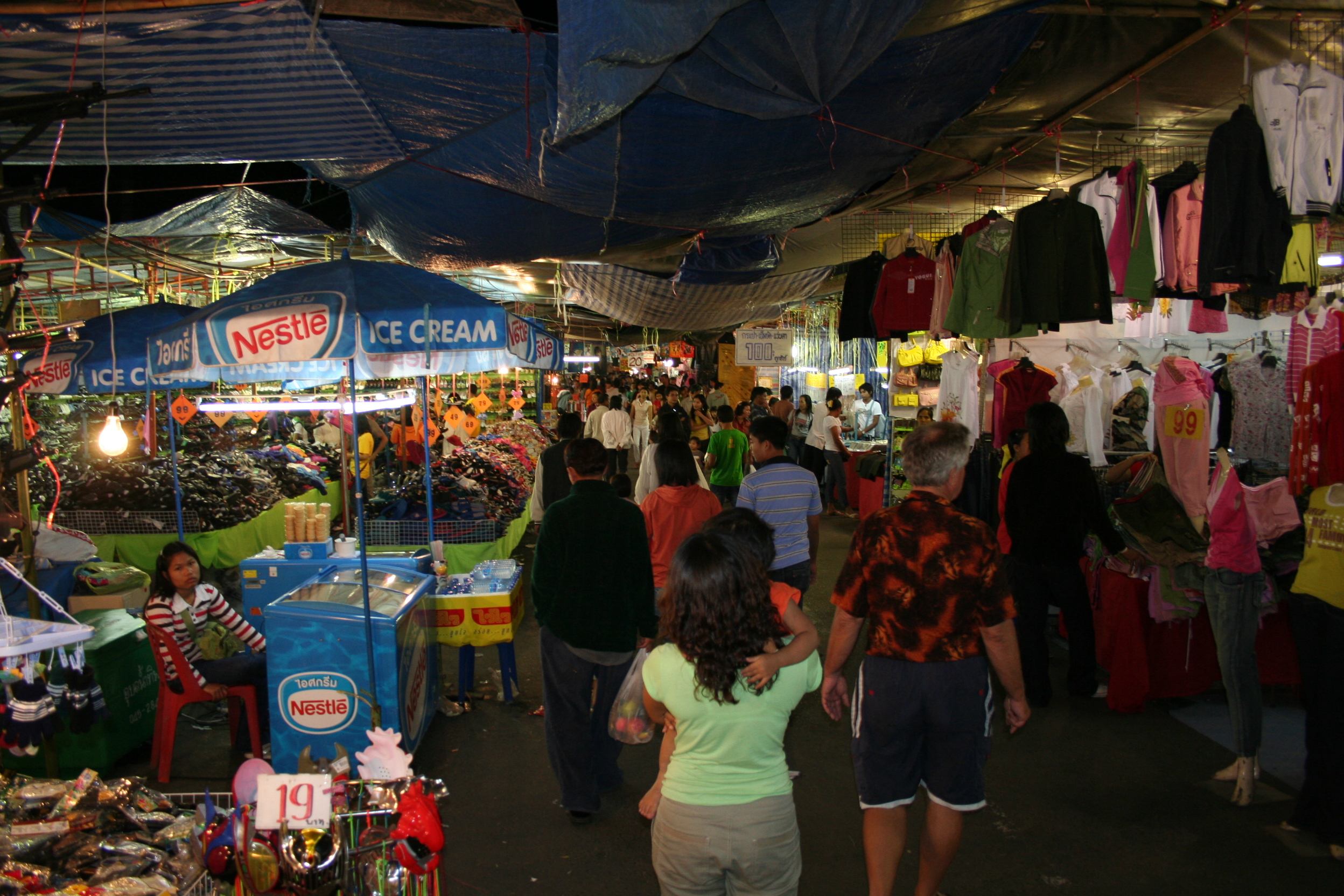
Der Nachtmarkt von Ubon

Textilhandwerk und Korbflechterei (Behälter für Klebreis) sind wichtige Wirtschaftszweige. Der Staat fördert die Entwicklung der regionalen Wirtschaft mit großem finanziellem Aufwand. Es wird erwartet, dass sich die angrenzenden Staaten Kambodscha und Laos in den kommenden Jahren öffnen und Ubon eine bedeutende Rolle im Wirtschaftsraum des Dreiländerecks spielt.

## Verkehr

### Luftverkehr
Der Flughafen Ubon Ratchathani befindet sich in unmittelbarer Nähe der Innenstadt. Er wird sowohl zivil als auch militärisch genutzt. Während des Vietnamkriegs war er ein wichtiger Stützpunkt der US Air Force. Jetzt dient er der thailändischen Luftwaffe. Außerdem ist er der zweitmeistfrequentierte Passagierflughafen der Isan-Region (Platz 12 in ganz Thailand).

### Eisenbahn
Seit 1930 ist der Bahnhof Ubon Ratchathani in Betrieb. Er ist der Endpunkt der Bahnstrecke Nakhon Ratchasima–Ubon Ratchathani, einer Verlängerung der von Bangkok kommenden Nordostbahn. Allerdings liegt der Bahnhof gar nicht im Stadtgebiet, sondern am südlichen Ufer des Mun, in Warin Chamrap. Dies hat historische Gründe: 1930 war der Bau einer Eisenbahnbrücke über den Fluss zu teuer und sie wurde dann auch später nicht mehr gebaut.

## Sehenswürdigkeiten

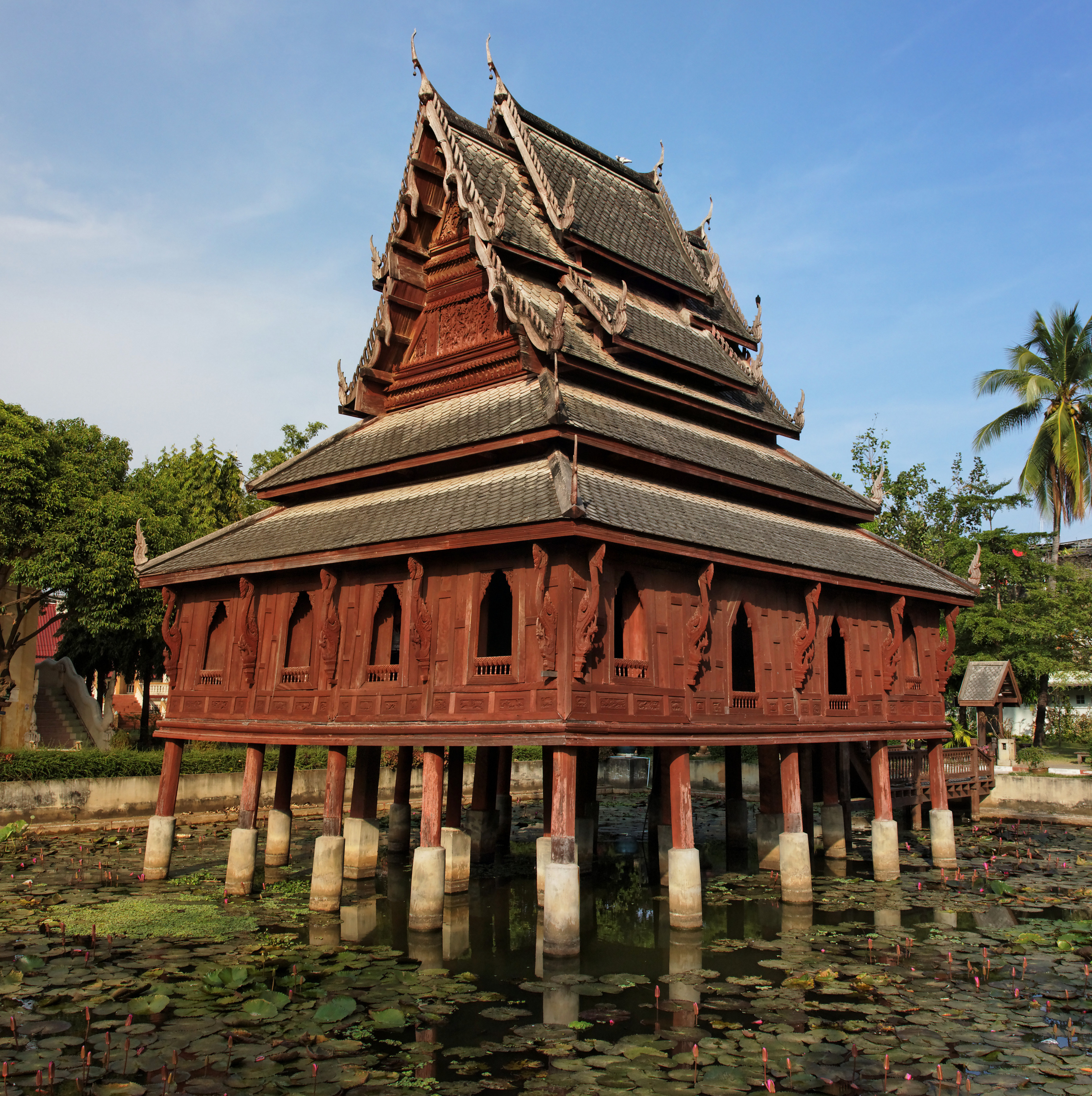
Wat Thung Si Mueang

- Wat Maha Wanaram (วัดมหาวนาราม) – Haupttempel (Wat) von Ubon und zugleich der älteste der Stadt; er beherbergt ein hochverehrtes Bildnis von Phra Chao Yai Indra Plang.
- Wat Supattanaram – eines der ersten buddhistischen Klöster in Nordost-Thailand, nicht weit vom Zentrum am Ufer des Maenam Mun gelegen mit Stilelementen der Thai-, Khmer- und auch der europäischen Architektur.
- Wat Thung Si Mueang (วัดทุ่งศรีเมือง) – mit einer Klosterbibliothek (Hor Trai) aus Holz und schönen Wandmalereien aus der buddhistischen Literatur und dem Alltagsleben.
- Wat Nong Bua (วัดหนองบัว) – etwas außerhalb von Ubon in Richtung Amnat Charoen gelegen; in Thailand einzigartig durch seine Stupa, deren Stil an den Mahabodhi-Tempel in Bodhgaya (Indien) erinnert.
- Wat Pah Nanachat – etwas außerhalb liegt das „Internationale Waldkloster“ bei dem nahegelegenen Dorf Bung Wai. Seit 1975 geben sich hier interessierte „Westler“ dem monastischen Training in der thailändischen Waldtradition nach dem Vorbild Ajahn Chahs hin.
- Archäologiepark – Ban Kan Lueang (พิพิธภัณฑ์เปิดบ้านก้านเหลือง), 5 km außerhalb, zeigt Live-Ausgrabungen eines etwa 2000 Jahre alten Dorfes.

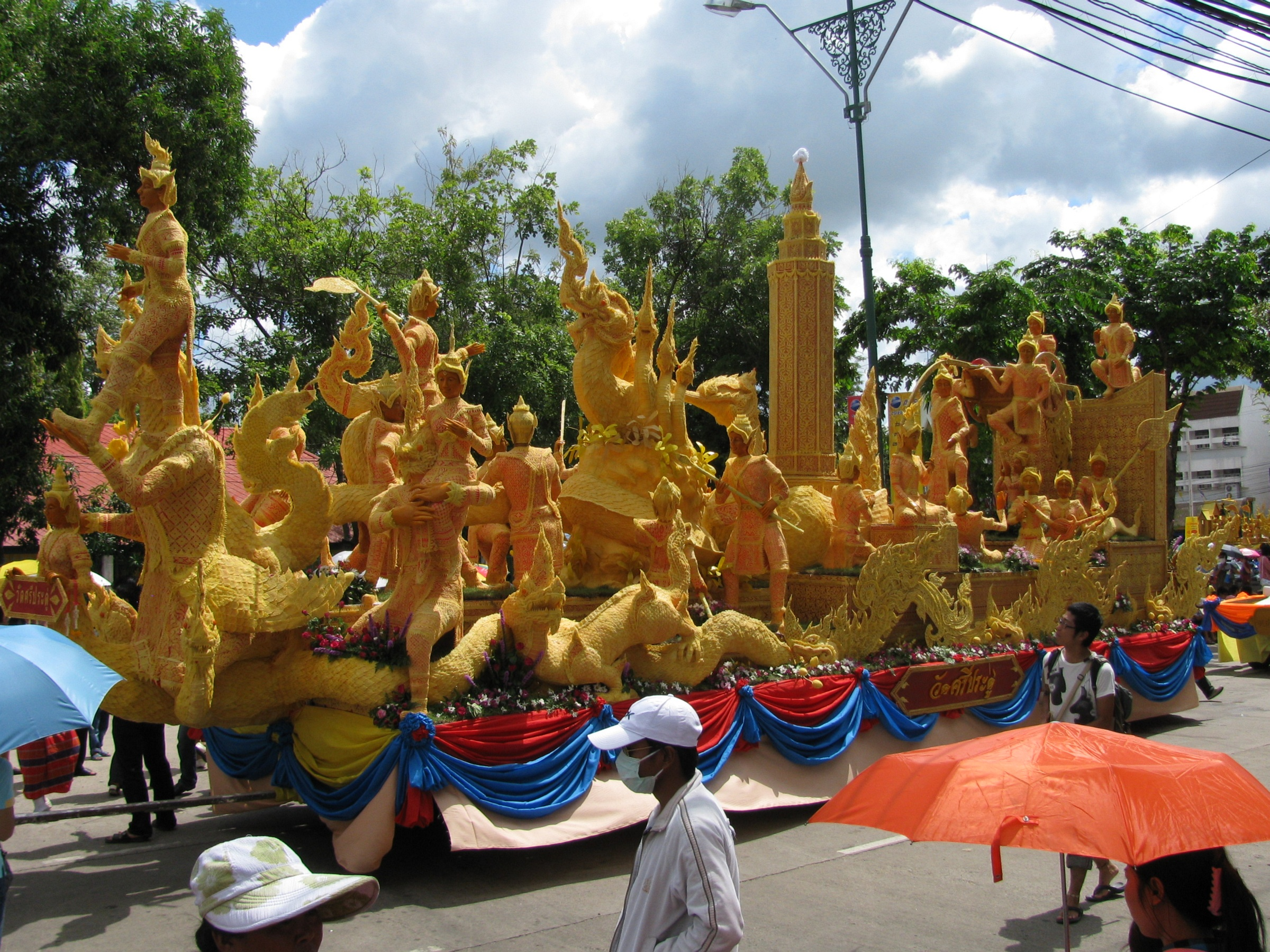
Kerzenfestival

## Lokale Feste
- Ubon-Ratchathani-Kerzenfestival (Thai: งานประเพณีแห่เทียนพรรษาอุบลราชธานี) – kurz vor der buddhistischen Einkehr in der Regenzeit (siehe: Khao Phansa) werden zum Asalha-Puja-Fest kunstvoll verzierte und geschnitzte Kerzen auf einer Prozession gezeigt, zum Andenken an Buddha als höchste religiöse Zeremonie von Ubon.

## Söhne und Töchter der Stadt
- Ajahn Mun Bhuridatta (1870–1949), buddhistischer Mönch
- Jacques Vergès (1925–2013), Rechtsanwalt
- Paul Vergès (1925–2016), Politiker
- Chitchai Wannasathit (* 1946), Politiker
- Parinya Saenkhammuen (* 1983), Fußballspieler
- Adisak Duangsri (* 1985), Fußballspieler
- Wanida Boonwan (* 1986), Hochspringerin
- Jetsadakorn Hemdaeng (* 1986), Fußballspieler
- Thanat Jantaya (* 1989), Fußballspieler
- Panupong Pijittham (* 1989), Fußballspieler
- Natthapol Poontawee (* 1990), Fußballspieler
- Sathaphon Sophaku (* 1990), Poolbillardspieler
- Panupong Kingsang (* 1993), Fußballspieler
- Ongart Pamonprasert (* 1994), Fußballspieler
- Tanasith Siripala (* 1995), Fußballspieler
- Todsaporn Tengratanaprasert (* 1996), Fußballspieler
- Tawatchai Kuammungkun (* 1997), Fußballspieler
- Tanpisit Kukalamo (* 1997), Fußballspieler
- Orawan Paranang (* 1997), Tischtennisspielerin
- Somprasong Promsorn (* 1997), Fußballspieler
- Nattapon Thaptanon (* 1997), Fußballspieler
- Phongchana Kongkirit (* 1998), Fußballspieler
- Worraphop Thaweesuk (* 1998), Fußballspieler
- Tawan Khotrsupho (* 2000), Fußballspieler
- Thiraphat Puethong (* 2007), Fußballspieler

## Klima
|                       | Jan  | Feb  | Mär  | Apr  | Mai   | Jun   | Jul   | Aug   | Sep   | Okt   | Nov  | Dez  |   |         |
| Mittl. Tagesmax. (°C) | 31,5 | 33,6 | 35,6 | 36,2 | 34,6  | 32,9  | 32,3  | 31,6  | 31,5  | 31,4  | 30,7 | 30,0 | ⌀ | 32,6    |
| Mittl. Tagesmin. (°C) | 17,4 | 19,7 | 22,5 | 24,5 | 24,6  | 24,4  | 24,2  | 23,9  | 23,6  | 22,5  | 20,0 | 17,5 | ⌀ | 22,1    |
|                       |      |      |      |      |       |       |       |       |       |       |      |      |   |         |
| Niederschlag (mm)     | 1,2  | 16,5 | 28,1 | 84,6 | 204,3 | 261,5 | 250,1 | 306,4 | 296,8 | 116,6 | 25,9 | 1,2  | Σ | 1.593,2 |
|                       |      |      |      |      |       |       |       |       |       |       |      |      |   |         |
| Sonnenstunden (h/d)   | 9,5  | 9,3  | 8,7  | 8,5  | 7,7   | 6,3   | 6,4   | 5,5   | 5,5   | 7,4   | 8,5  | 8,8  | ⌀ | 7,7     |
|                       |      |      |      |      |       |       |       |       |       |       |      |      |   |         |
| Regentage (d)         | 0,6  | 1,3  | 3,2  | 7,3  | 15,5  | 17,8  | 18,9  | 21,1  | 19,2  | 11,4  | 3,8  | 0,6  | Σ | 120,7   |
|                       |      |      |      |      |       |       |       |       |       |       |      |      |   |         |
| Luftfeuchtigkeit (%)  | 64   | 62   | 61   | 65   | 74    | 79    | 79    | 82    | 82    | 77    | 71   | 67   | ⌀ | 72      |

| 17,4 |

| 19,7 |

| 22,5 |

| 24,5 |

| 24,6 |

| 24,4 |

| 24,2 |

| 23,9 |

| 23,6 |

| 22,5 |

| 20,0 |

| 17,5 |

| 17,4 |

| 19,7 |

| 22,5 |

| 24,5 |

| 24,6 |

| 24,4 |

| 24,2 |

| 23,9 |

| 23,6 |

| 22,5 |

| 20,0 |

| 17,5 |